# Helcostizus rufiscutum
Helcostizus rufiscutum är en stekelart som beskrevs av Joseph Augustine Cushman 1919. Helcostizus rufiscutum ingår i släktet Helcostizus och familjen brokparasitsteklar. Inga underarter finns listade i Catalogue of Life.